# 小行星8372
小行星8372（英語：8372）是一颗围绕太阳公转的小行星。1991年11月9日，上田清二、金田宏在钏路市发现了此天体。
这颗小行星的绝对星等为198.98104等。